# Vatertag (2012)
Vatertag ist ein österreichischer Fernsehfilm aus dem Jahr 2012 von Regisseur Michael Riebl nach einem Drehbuch von Susanne Zanke und Mike Majzen mit Alexander Pschill und Simon Schwarz. Erstausstrahlung auf Arte war am 27. Juli 2012, im ORF wurde die Produktion am 28. November 2012 erstmals gezeigt.

## Handlung
Otto ist Vater von drei Kindern von drei verschiedenen Müttern. Allerdings hat er den richtigen Zeitpunkt verpasst, den Müttern von den jeweils anderen Kindern zu erzählen, sodass die Mütter nichts voneinander wissen. Die Kinder hüten sein Geheimnis ebenfalls.
Bei der Betreuung der Kinder wird Otto von seiner Nachbarin, der ehemaligen Jazz-Sängerin Maria, unterstützt. Allerdings gerät er in Schwierigkeiten, als Maria wegen einer Knieoperation ins Krankenhaus muss. Otto freundet sich mit Josef an, einem eigenbrötlerischen Junggesellen und Installateur mit Hang zur Astrologie. Josef liebt Ordnung, ist gewissenhaft, pünktlich und verlässlich und aus Sicht von Otto die ideale Vertretung für Maria. Otto macht Josef das Angebot, ihm mit seiner Schüchternheit zu helfen, im Gegenzug soll er ihn bei der Betreuung der Kinder unterstützen.
Eine Zeit lang funktioniert das ganz gut, allerdings stürzt Ottos Lügenkonstrukt irgendwann zusammen. Die Mütter Eva, Irene und Hilde, die Mutter von Julia, kommen ihm auf die Schliche und verbieten Otto den Kontakt zu seinen Kindern. Nachdem Josef das Leiden seines Freundes nicht weiter mit ansehen kann, interveniert er bei den drei Frauen und ermöglicht so einen Neuanfang als Patchworkfamilie.

## Produktion und Hintergrund
Die Dreharbeiten fanden an 24 Drehtagen vom 13. Jänner bis zum 12. Februar 2011 in Wien statt. Gedreht wurde unter anderem im Tiergarten Schönbrunn, am Eislaufplatz Engelmann und im Krankenhaus Hietzing. Produziert wurde der Film von der Dor Film (Produzenten Danny Krausz und Kurt Stocker), beteiligt waren der Österreichische Rundfunk und Arte.
Die Kamera führte Richi Wagner, die Montage verantwortete Bernhard Schmid, die Musik schrieb Stefan Bernheimer. Das Kostümbild gestaltete Max Wohlkönig, das Szenenbild Florian Reichmann und den Ton Max Vornehm.

## Musik
- Led Zeppelin: D’yer Mak’er[7]
- Beatles: Penny Lane
- Boney M: Daddy Cool
- No Woman, No Cry

## Rezeption
Rainer Tittelbach vergab auf tittelbach.tv 3,5 von 6 Sternen für den „leichten österreichischen Wohlfühlfilm“. Die Logistik der Story gehöre nicht zu den Stärken, dafür entschädige die Präsentation, der Hang zum Spielerischen, den die authentisch wirkenden Kinderdarsteller maßgeblich mitgestalten. Und Simon Schwarz zaubere einen Hauch Wiener Schmäh in diese Mainstream-Komödie.
Marina Pavido beschrieb den Film auf cinema-austriaco.org als insgesamt unterhaltsame Komödie, die sich trotz einiger Schwächen und manchmal zu vorhersehbarer Wendungen im Drehbuch durch eine gute Dynamik und eine angenehme Geschichte auszeichne. Die wahren Besonderheiten seien vor allem die Leistungen von Pschill und Schwarz.
Filmdienst.de bezeichnete die Produktion als anspruchslose Fernsehkomödie über eine außergewöhnliche Familienkonstellation, deren Protagonist lernen muss, sich der Realität und den aus ihr erwachsenden Konflikten zu stellen.
tvspielfilm.de urteilte: „Konstruiert und immer schön nah am Klischee“. Regisseur Riebl suche den neuen Mann zwischen Filou und Spießer, finde ihn aber nicht, weil ihm einerseits Tiefgang und zum anderen zündende Pointen fehlten.